# Tôn Yến Tư
Tôn Yến Tư (tiếng Trung: 孙燕姿) còn được biết đến với nghệ danh tiếng Anh: Stefanie Sun Yanzi, được mệnh danh là Tiểu Thiên Hậu của làng nhạc, là ca sĩ, nhạc sĩ nổi tiếng người Singapore gốc Hoa .
Năm 2000, với album ra mắt Tôn Yến Tư ra mắt với album đầu tay Tôn Yến Tư và đạt giải Golden Melody Awards (Đài Loan) hạng mục Nghệ sĩ mới ra mắt nổi bật nhất. Năm 2004, cô tiếp tục ra mắt album phòng thu thứ 8 Stefanie và tiếp tục đạt giải Nữ ca sĩ hát nhạc Quan thoại xuất sắc nhất của giải Golden Melogy Awards.
Với hơn 30 nghìn đĩa được bán ra, âm nhạc của Tôn Yến Tư nhận được sự đón nhận nồng nhiệt khắp Trung Quốc Đại lục, cô được mệnh danh là Tiểu Thiên Hậu làng Nhạc.

## Tiểu sử
Tôn Yến Tư sinh ngày 23 tháng 07 năm 1978, là con thứ 2 trong một gia đình có 3 chị em gái gốc Triều Châu, Quảng Đông tại Singapore . Bố cô là giảng viên tại Đại học Công nghệ Nanyang, và mẹ cô dạy tại Cao đẳng Giáo dục Công nghệ Singapore.
Năm 2000, Tôn Yến Tư tốt nghiệp cử nhân Marketing tại Đại học Công nghệ Nanyang.

## Sơ lược sự nghiệp

### Những năm đầu sự nghiệp
Trong những năm đầu đại học, Tôn Yến Tư đã viết ca khúc đầu tay "Somebody", ca khúc này sau đó đã được phát hành trong album năm 2002 "Start" của cô. Thời gian này, cô cũng theo học Học viện Âm nhạc LWS nhờ vậy, cô đã có cô hội được giới thiệu với Samuel Chou - giám đốc của Warner Music Đài Loan lúc đó, thông qua giáo viên hướng dẫn của mình tại LWS - Paul Lee.
Tháng 6 năm 2000, Tôn Yến Tư ra mắt với album đầu tay Yan Zi (孙燕姿), chỉ tính riêng ở Đài Loan, album này đã bán được hơn 400,000 bản trong vòng 3 tháng và đứng đầu album bán chạy nhất trong 5 tuần liên tiếp.
Năm 2002, Tôn Yến Tư tổ chức lưu diễn lần đầu tại Singapore, Đài Loan, Malaysia, Hồng Kông, Trung Quốc Đại lục và Mỹ.
Cùng năm Tuần Báo Á Châu (Hồng Kông) đã xuất bản một bài viết 15 trang với tiêu đề "Hiện tượng Stefani Tôn", bài viết nói về sức ảnh hưởng của âm nhạc của Tôn Yến Tư ở khu vực Châu Á. Trong liên tiếp năm 2002 và 2003, Tôn Yến Tư cũng được chọn là người thể hiện ca khúc We Will Get There (一起走到) (2002) và One United People (全心全意) (2003) trong lễ kỷ niệm Quốc khánh Singapore.
Năm 2003, Tôn Yến Tư thông báo tạm dừng hoạt động và thành lập công ty quản lý của riêng mình - Make Music.
Năm 2004, Tôn Yến Tư quay lại cùng album mang tên tiếng Anh của mình: Stefanie, Album này bao gồm 3 bài hát được chính cô viết và thể hiện. Cùng năm, Tôn Yến Tư ra album thứ 2: A Perfect Day (完美的一天; Wan Mei De Yi Tian).
Năm 2005, Tôn Yến Tư tổ chức tour diễn quốc tế thứ 2 của mình và giành được giải Nữ ca sĩ hát tiếng Quan thoại xuất sắc nhất của giải Golden Melogy Awards.
Năm 2007, Tôn Yến Tư cho ra mắt album phòng thu Against the Light (逆光; Ni Guang) trước khi tuyên bố tạm dừng hoạt động.
Năm 2009, Tôn Yến Tư quay trở lại cùng tour diễn vòng quanh thế giới thứ 3.

### Giai đoạn 2010 - 2020
Năm 2011, Tôn Yến Tư cho ra mắt album It's Time (是時候; Shi Shi Hou). Album này đã giúp cô giành được giải Album của năm và Nữ nghệ sĩ nổi tiếng nhất của Giải thưởng Âm nhạc Singapore 2011. Cùng năm, cô tuyên bố kết hôn với người bạn trai 5 năm Indonesia gốc Hà Lan Nadim van der Ros.

### Giai đoạn 2020 - nay
Đầu tháng 1 năm 2020, Tôn Yến Tư kết hợp cùng ban nhạc Đài Loan Mayday phát hành phiên bản mới của bài hát năm 2000 - "Tenderness".

## Đời tư
Vào tháng 3 năm 2011, Tôn Yến Tư bí mật đăng ký kết hôn với doanh nhân người Indonesia Nadim van der Ros. Nadim van der Ros là người sáng lập Be An Idea, thuộc công ty The Good Bean Consultancy. Hai người sau đó tổ chức hôn lễ vào tháng 5 cùng năm. Tôn Yến Tư và chồng có hai người con chung.

## Danh sách Album[10]
| Năm  | Album                                                | Ca khúc thuộc Album |
| ---- | ---------------------------------------------------- | --- |
| 2000 | Yan Zi (孙燕姿)                                      | 超快感, 爱情证书, 天黑黑, E-Lover, 浓眉毛, 和平, 自然, 终于, 很好, Leave Me Alone |
| 2000 | My Desired Happiness (我要的幸福)                    | On The Road（Demo 1）, 我要的幸福, 坏天气, 零缺点, 开始懂了, 中间地带, 相信, 累赘, 难得一见, 害怕, 星期一天气晴我离开你, On The Road（Demo 2）                                                                           |
| 2001 | Kite (风筝)                                          | 绿光, 风筝, 任性, 逃亡, 不是真的爱我, 真的, 练习, 爱情字典, 随堂测验, 我是我 |
| 2002 | Start (自選集)                                       | Hey Jude, Silent All These Years, 橄榄树, 没时间, Sometimes Love Just Ain't Enough, 原来你什么都不要, That I Would Be Good, Venus, Someone, 天空, 就是这样, Up2U                                                         |
| 2002 | Leave                                                | 作战, 我不爱, 懂事, 直来直往, 一样的夏天, 爱从零开始, 不同, 眼神, 我想, Leave, We Will Get There, 一起走到 |
| 2003 | To be continued (未完成)                             | 神奇, 我不难过, 永远, 未完成, 接下来, 学会, 年轻无极限, 了解, 休止符, 没有人的方向, My Story,Your Song |
| 2003 | The Moment                                           | The Moment, 遇见, 懒得去管, 不能和你一起, 太阳底下, One United People, 全心全意, 我要的幸福, 超快感, 天黑黑, 很好, Someone, 风筝, 任性, 逃亡, 害怕, 永远, 眼神, 橄榄树, 真的, 没有人的方向, Tonight, I Feel Close To You |
| 2004 | Stefanie                                             | 奔, 我的爱, 祝你开心, 我也很想他, 听见, 慢慢来, 同类, 种, 反过来走走, Stefanie, Let's Vino, 未知的精采 |
| 2005 | A Perfect Day (完美的一天)                           | 完美的一天, 眼泪成诗, 隐形人, 流浪地图, 第一天, Honey Honey, 心愿, 另一张脸, 梦不落, 明天晴天 |
| 2006 | My Story 2006                                        | |
| 2007 | Against the Light (逆光)                             | In The Beginning, 逆光, 梦游, 咕叽咕叽, 我怀念的, 安宁, 飘着, 爱情的花样, 漩涡, 需要你, 关于, Afterward |
| 2011 | It's Time (是時候)                                   | 世说心语, 追, 当冬夜渐暖, 时光小偷, 空口言, 明天的记忆, 180度, 快疯了, 愚人的国度, 是时候, 11 |
| 2014 | Kepler (克卜勒)                                      | 克卜勒, 渴, 无限大, 尚好的青春, 天使的指纹, 银泰, 围绕, 错觉, 比较幸福, 雨还是不停地落下 |
| 2016 | 彩虹金刚                                             | 彩虹金刚, Sweet Child O' Mine, 童谣1987, 克卜勒, 这个世界 |
| 2017 | No. 13 – A Dancing Van Gogh (No. 13作品－跳舞的梵谷) | 风衣, 我很愉快, 跳舞的梵谷, 天越亮，夜越黑, 天天年年, 漂浮群岛, 超人类, 充氧期, 平日快乐, 极美 |

## Tour diễn
- Start World Tour (2002–2004)
- Stefanie Sun World Tour Concert (2005–2006)
- The Answer is World Tour (2009–2010)

## Danh sách giải thưởng[11]
| #  | Năm  | Giải                                         | Hạng mục đạt giải                                                                   | Quốc gia/Vùng lãnh thổ |
| -- | ---- | -------------------------------------------- | ----------------------------------------------------------------------------------- | ---------------------- |
| 1  | 2000 | Singapore Hit Awards                         | Nghệ sĩ mới tiềm năng                                                               | Singapore              |
| 2  | 2000 | TVB8 Mandarin Music Awards                   | Nghệ sĩ mới xuất sắc                                                                | Hồng Kông              |
| 3  | 2001 | Giải thưởng thành phố Thâm Quyền             | Nghệ sĩ mới xuất sắc                                                                | Trung Quốc             |
| 4  | 2001 | Golden Melody Awards                         | Nghệ sĩ mới xuất sắc                                                                | Đài Loan               |
| 5  | 2001 | Singapore Hit Awards                         | Nghệ sĩ mới xuất sắc Nghệ sĩ xuất sắc                                               | Singapore              |
| 6  | 2002 | Singapore Hit Awards                         | Nghệ sĩ xuất sắc Nữ nghệ sĩ được yêu thích nhất Nữ nghệ sĩ có đĩa đơn bán chạy nhất | Singapore              |
| 7  | 2003 | Global Chinese Music Awards                  | Nữ nghệ sĩ được yêu thích nhất                                                      | -                      |
| 8  | 2003 | Giải thưởng Âm nhạc tiếng Trung kênh V       | Nữ nghệ sĩ được yêu thích nhất                                                      | Trung Quốc             |
| 9  | 2003 | Singapore Hit Awards                         | Nữ nghệ sĩ được yêu thích nhất Nữ nghệ sĩ biểu diễn xuất sắc Nghệ sĩ xuất sắc       | Singapore              |
| 10 | 2004 | Singapore Hit Awards                         | Nghệ sĩ xuất sắc                                                                    | Singapore              |
| 11 | 2004 | Global Chinese Music Awards                  | Nữ nghệ sĩ được yêu thích nhất                                                      | -                      |
| 12 | 2004 | MTV Asia Awards                              | Nghệ sĩ Singapore được yêu thích nhất                                               | -                      |
| 13 | 2005 | Global Chinese Music Awards                  | Top 5 nghệ sĩ được yêu thích nhất                                                   | -                      |
| 14 | 2005 | MTV Asia Awards                              | Nghệ sĩ Singapore được yêu thích nhất                                               | -                      |
| 15 | 2006 | Global Chinese Music Awards                  | Nữ nghệ sĩ được yêu thích nhất                                                      | -                      |
| 16 | 2006 | Giải thưởng thanh niên trẻ nổi bật Singapore | Giải thành tựu                                                                      | Singapore              |
| 17 | 2007 | Global Chinese Music Awards                  | Nữ nghệ sĩ được yêu thích nhất                                                      | -                      |
| 18 | 2007 | Hội đồng thanh niên Singapore                | Giải đóng góp thanh niên trong văn hoá nghệ thuật Singapore                         | Singapore              |
| 19 | 2008 | MTV Asia Awards                              | Nghệ sĩ Singapore được yêu thích nhất                                               | -                      |
| 20 | 2011 | Asia Media Award                             | Nữ nghệ sĩ được yêu thích nhất                                                      | -                      |
| 21 | 2011 | Singapore Hit Awards                         | Nhà sản xuất Album xuất sắc nhất                                                    | Singapore              |
| 22 | 2011 | Giải doanh nghiệp Trung Quốc                 | Giải doanh nghiệp trẻ xuất sắc                                                      | Trung Quốc             |
| 23 | 2014 | Singapore Hit Awards                         | Nữ nghệ sĩ được yêu thích nhất Nữ ca sĩ xuất sắc nhất Album của năm xuất sắc nhất   | Singapore              |